# Jack Santora
Jack Anthony Santora (Monterey, 6 ottobre 1976) è un giocatore di baseball statunitense naturalizzato italiano.

## Carriera

### Club
Dopo alcuni anni trascorsi nelle minors americane, nel 2007 è approdato in Italia al Rimini Baseball dove ha giocato per otto anni dal 2007 al 2014. Terminata la parentesi in neroarancio, ha disputato due stagioni al San Marino.

### Nazionale
Con la Nazionale di baseball dell'Italia ha vinto due campionati europei di baseball, nel 2010 e nel 2012.
Ha disputato il World Baseball Classic nelle edizioni 2006, 2009 e 2013.
Al termine della stagione 2012, ha al suo attivo 63 presenze nella nazionale italiana.

## Palmarès
- Coppe Italia: 2

Rimini: 2013, 2014

### Nazionale
- Campionati europei: 2

Italia: 2010, 2012